# Дармстат (Индијана)
Дармстат (енгл. Darmstadt) град је у америчкој савезној држави Индијана.

## Демографија
По попису из 2010. године број становника је 1.407, што је 94 (7,2%) становника више него 2000. године.
| Група             | 2000.         | 2010.         |
| Белци             | 1.301 (99,1%) | 1.368 (97,2%) |
| Афроамериканци    | 3 (0,2%)      | 8 (0,6%)      |
| Азијати           | 2 (0,2%)      | 11 (0,8%)     |
| Хиспаноамериканци | 1 (0,1%)      | 9 (0,6%)      |
| Укупно            | 1.313         | 1.407         |